# Casmaria ponderosa
Casmaria ponderosa är en snäckart som först beskrevs av Gmelin 1791.  Casmaria ponderosa ingår i släktet Casmaria och familjen hjälmsnäckor.

## Underarter
Arten delas in i följande underarter:
- C. p. ponderosa
- C. p. atlantica

## Bildgalleri

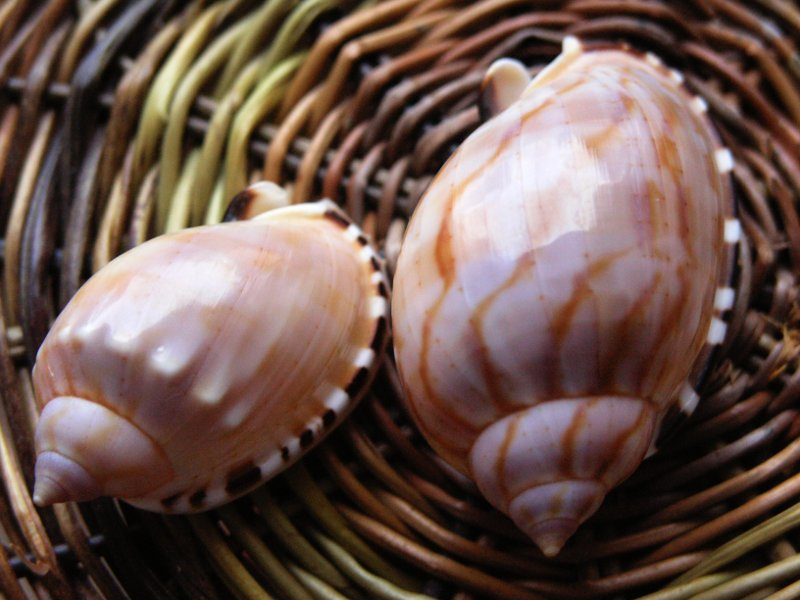